# Gladys Carson
Gladys Helena Carson, coniugata Hewitt (Leicester, 8 febbraio 1903 – Spilsby, 17 novembre 1987), è stata una nuotatrice britannica, specializzata nella rana.

## Palmarès
- Giochi olimpici

Parigi 1924: bronzo nei 200 metri rana.